# دوري أبطال أوروبا لكرة اليد 2008–09
دوري أبطال أوروبا لكرة اليد 2008–09 هو الموسم 49 من  دوري أبطال أوروبا لكرة اليد. أقيم خلال الفترة سبتمبر 2008 وحتى مايو 2009، وأشرف على تنظيمه الاتحاد الأوروبي لكرة اليد، وكان عدد الأندية المشاركة فيه  33، وفاز فيه نادي ثيوداد ريال لكرة اليد.